# Kazuhiro Sato
Kazuhiro Sato (佐藤 和弘 Satō Kazuhiro?, Tajimi, Gifu, 28 de septiembre de 1990) es un futbolista japonés que juega como centrocampista en el Ventforet Kofu de la J2 League.

## Trayectoria

### Clubes
| Club                            | País  | Año       |
| ------------------------------- | ----- | --------- |
| Zweigen Kanazawa                | Japón | 2013-2015 |
| Mito HollyHock                  | Japón | 2016-2017 |
| Ventforet Kofu                  | Japón | 2018-2019 |
| Oita Trinita                    | Japón | 2020      |
| Matsumoto Yamaga F. C. (cedido) | Japón | 2020      |
| Matsumoto Yamaga F. C.          | Japón | 2021-2022 |
| Ventforet Kofu                  | Japón | 2023-     |